# Brauerei Fohrenburg
Brauerei Fohrenburg is een Oostenrijkse brouwerij, gevestigd in Bludenz (Vorarlberg). Het is een dochtermaatschappij van Rauch Fruchtsäfte. Ze stelt 110 mensen tewerk en produceert meer dan 190.000 hectoliter bier per jaar.

## Geschiedenis
In 1881 stichtten Ferdinand Gassner en elf compagnons in Bludenz de "Bierbrauerei Fohrenburg F. Gassner & Co." Ze stelde bij aanvang 21 mensen tewerk en produceerde 800.000 liter per jaar. In 1896-1898 werd de productie uitgebreid tot 5 miljoen liter per jaar. In 1934 werd het textielbedrijf Getzner, Mutter & Cie. uit Bludenz hoofdaandeelhouder van de brouwerij. Het embleem van dit bedrijf bevatte een eenhoorn en die is nog steeds afgebeeld in het logo van de brouwerij.
In 1938 werd het limonademerk Diezano overgenomen.
Vanaf 1975 werd de afzetmarkt uitgebreid naar Noord-Italië, Liechtenstein en het oosten van Oostenrijk.
Bij het honderdjarig jubileum in 1981 bedroeg de jaarproductie 150.000 hectoliter en was de brouwerij de zesde grootste van Oostenrijk. Ze groeide nog verder in de volgende jaren; in 2011 bedroeg de productie 193.000 hectoliter.
In 1998 trad de brouwerij toe tot de groep Rauch Fruchtsäfte uit het nabijgelegen Rankweil.

## Bieren

### Fohrenburger

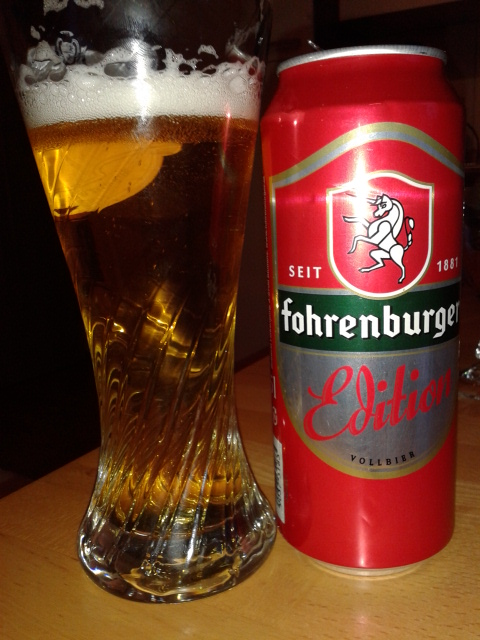
.50 liter can of Fohrenburger beer

- Jubiläum: speciaalbier
- Stiftle: Märzenbier
- Alkoholfrei Märzenbier
- Oberländer: speciaalbier
- Braumeister Keller
- Braumeister Dunkel.50 liter can of Fohrenburger beer
- Braumeister Bock
- Braumeister Weizen
- Braumeister Weizen Alkoholfrei
- Fohrenburger Vollbier
- No 1 speciaalbier
- Fohrenburger Radler

### Andere
- Einhorn: bier met vodka-lemon-aroma
- Engelburg Bräu: Schankbier

## Brouwerijmuseum Fohrenburg
Het gebouw van het Brouwerijmuseum, het oude timmerwerk bij de ingang van de brouwerijbinnenplaats, is het oudste gebouw van brouwerij Fohrenburg. Het dateert uit 1881 en werd vroeger gebruikt als werkplaats en later als magazijn. Het gebouw werd in 2014 grondig gerenoveerd en biedt sindsdien plaats aan het brouwerijmuseum, de brouwerijwinkel en bierproeverij in de "Stuba Brouwerij".

Het museum toont de loopbaan van brouwerij Fohrenburg en bierbrouwen in Bludenz in het algemeen. Historische foto's, oude bierflessen en -etiketten, eerdere reclamemotieven en apparatuur voor de bierproductie laten een terugblik op meer dan 130 jaar brouwgeschiedenis toe. Bovendien wordt de geschiedenis van de gastronomie in Bludenz sinds 1920 op veel foto's in het museum verteld.

Galerij van het Brouwerijmuseum Fohrenburg
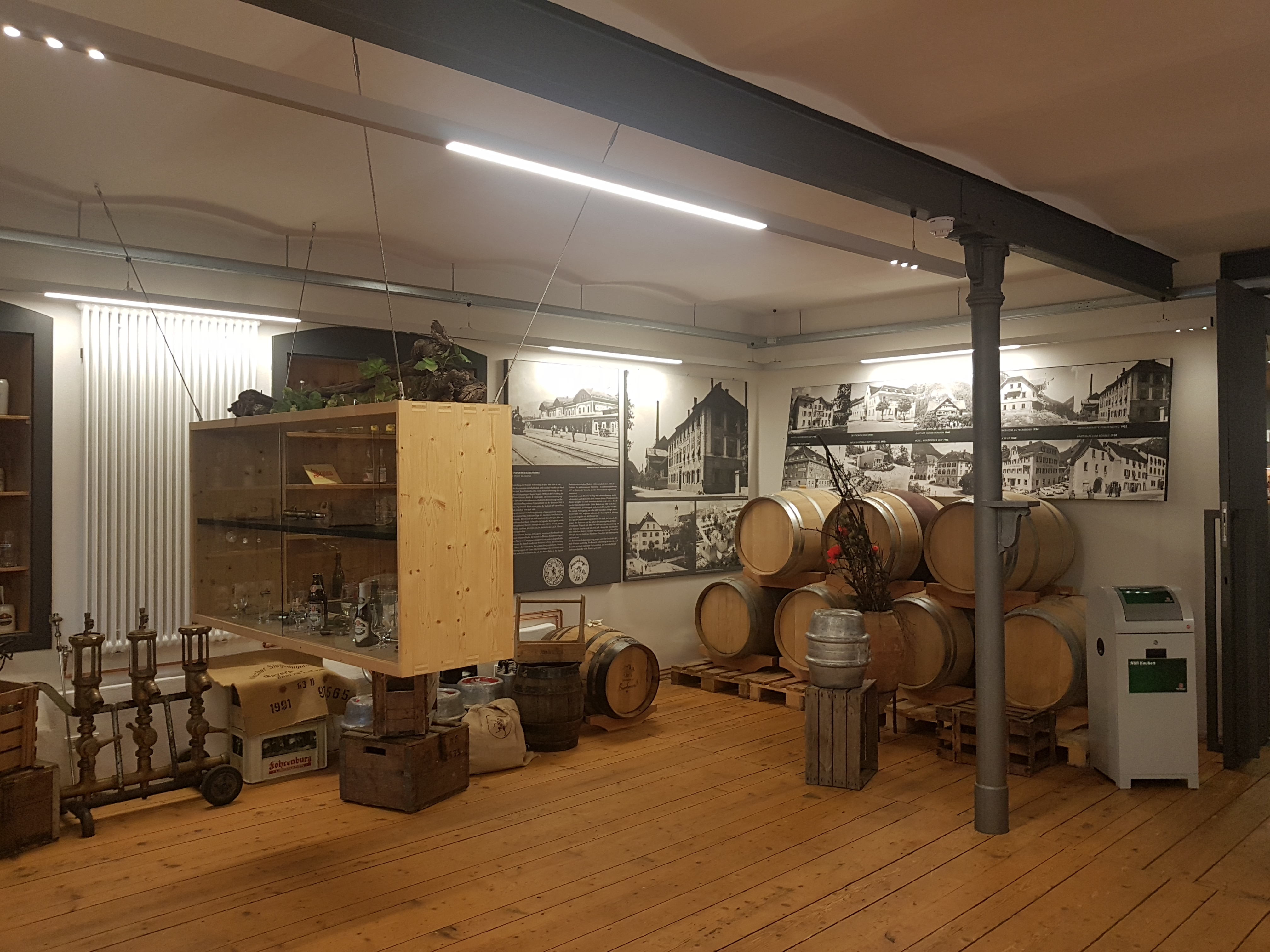
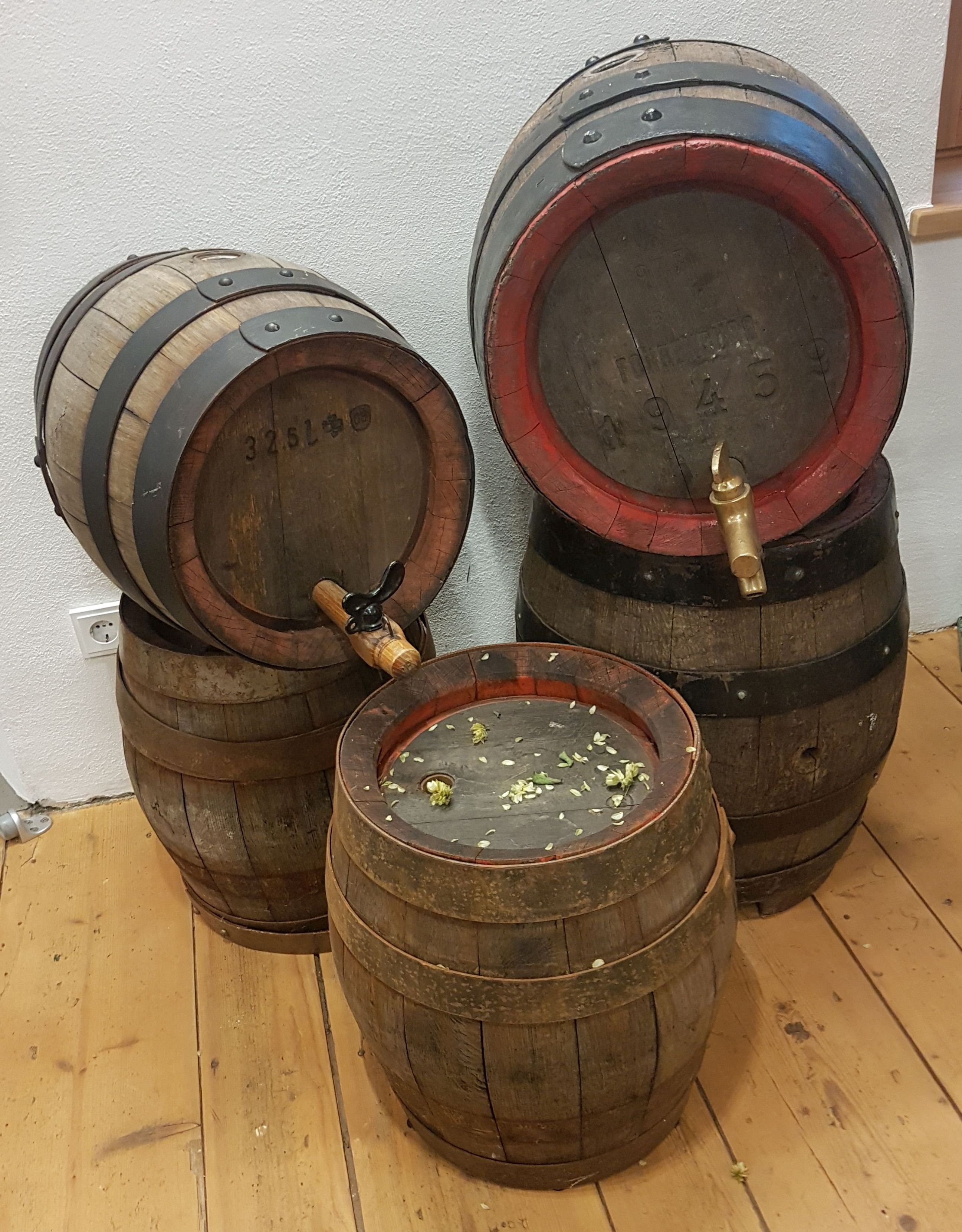
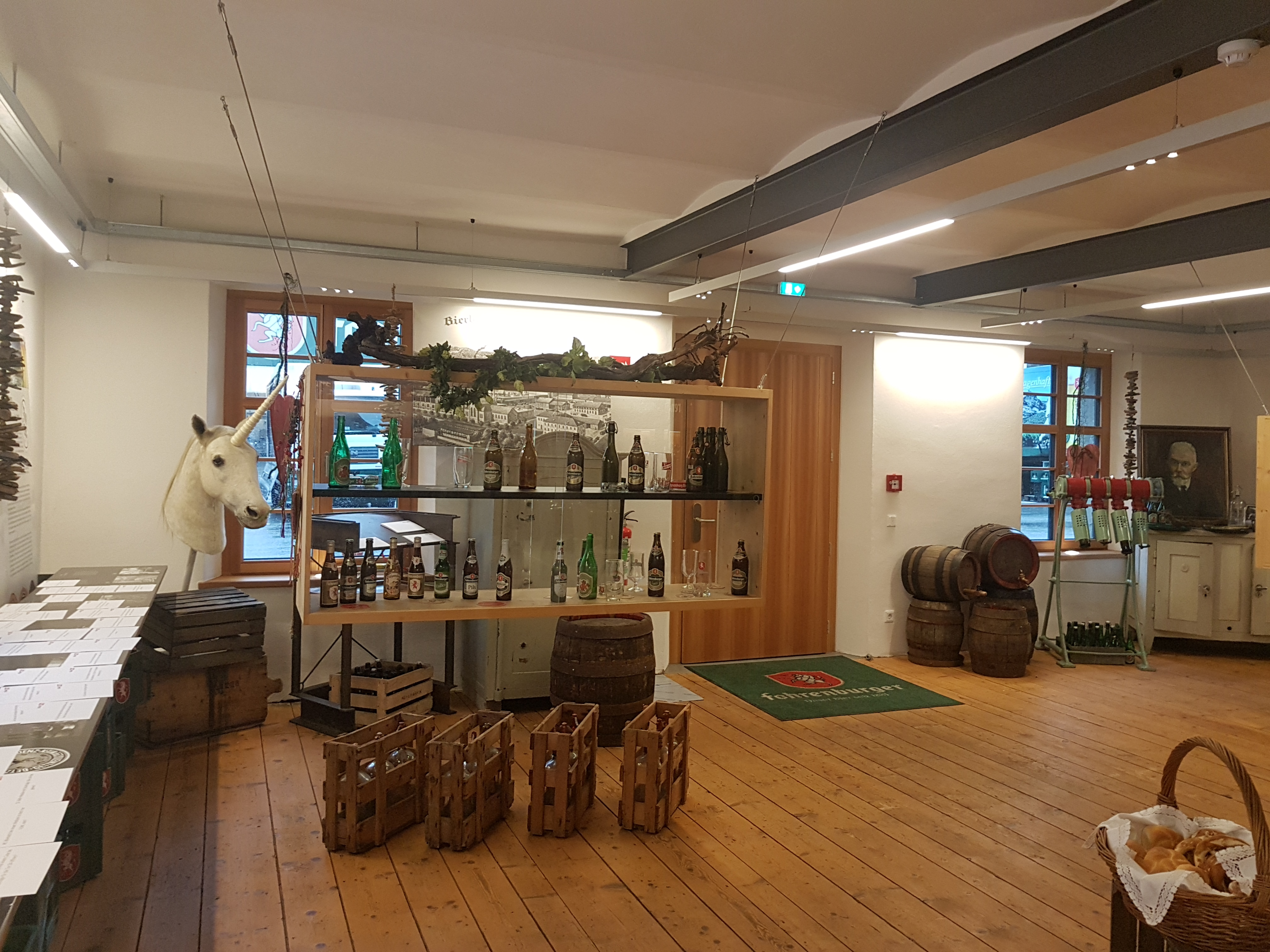
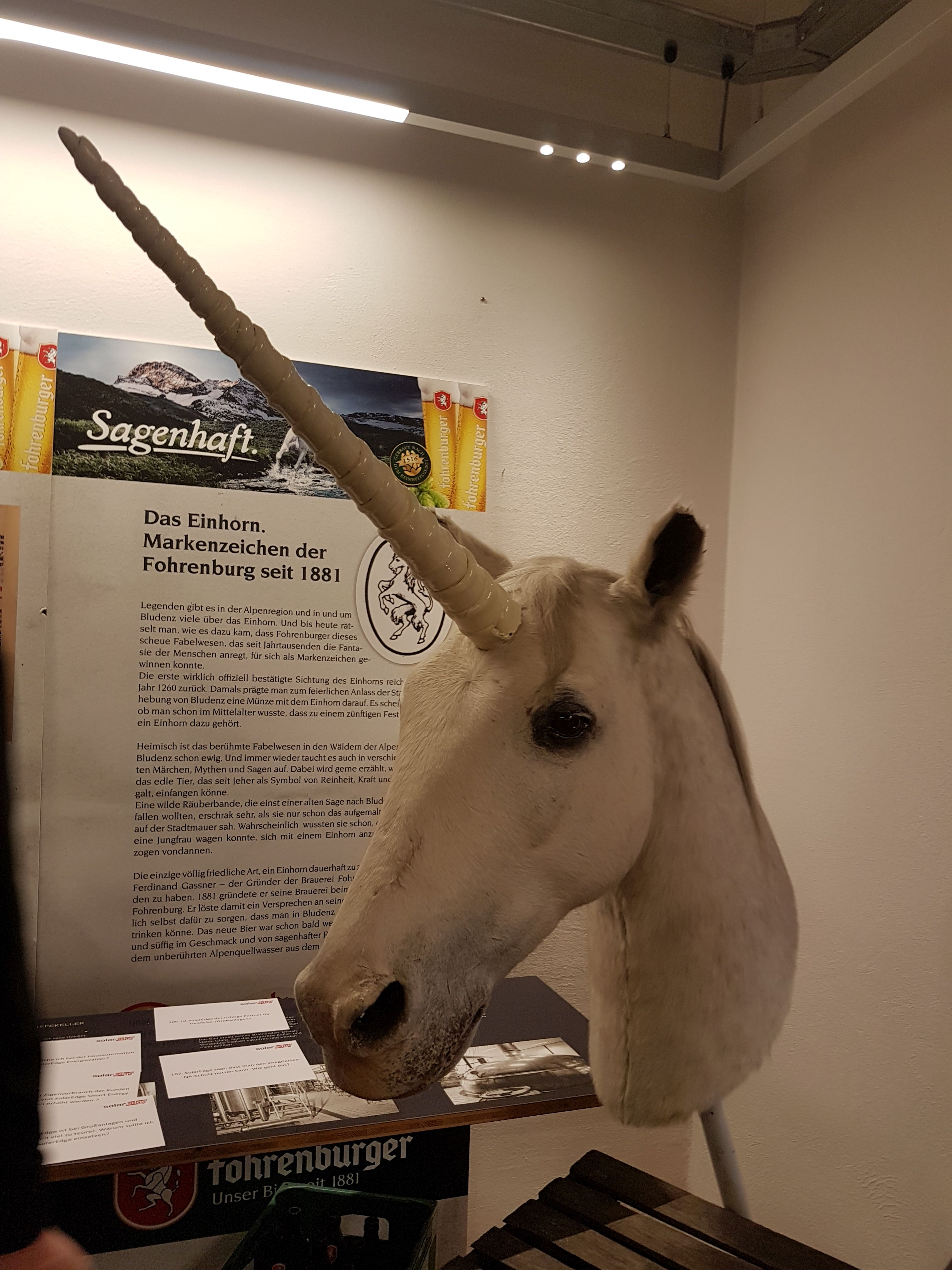
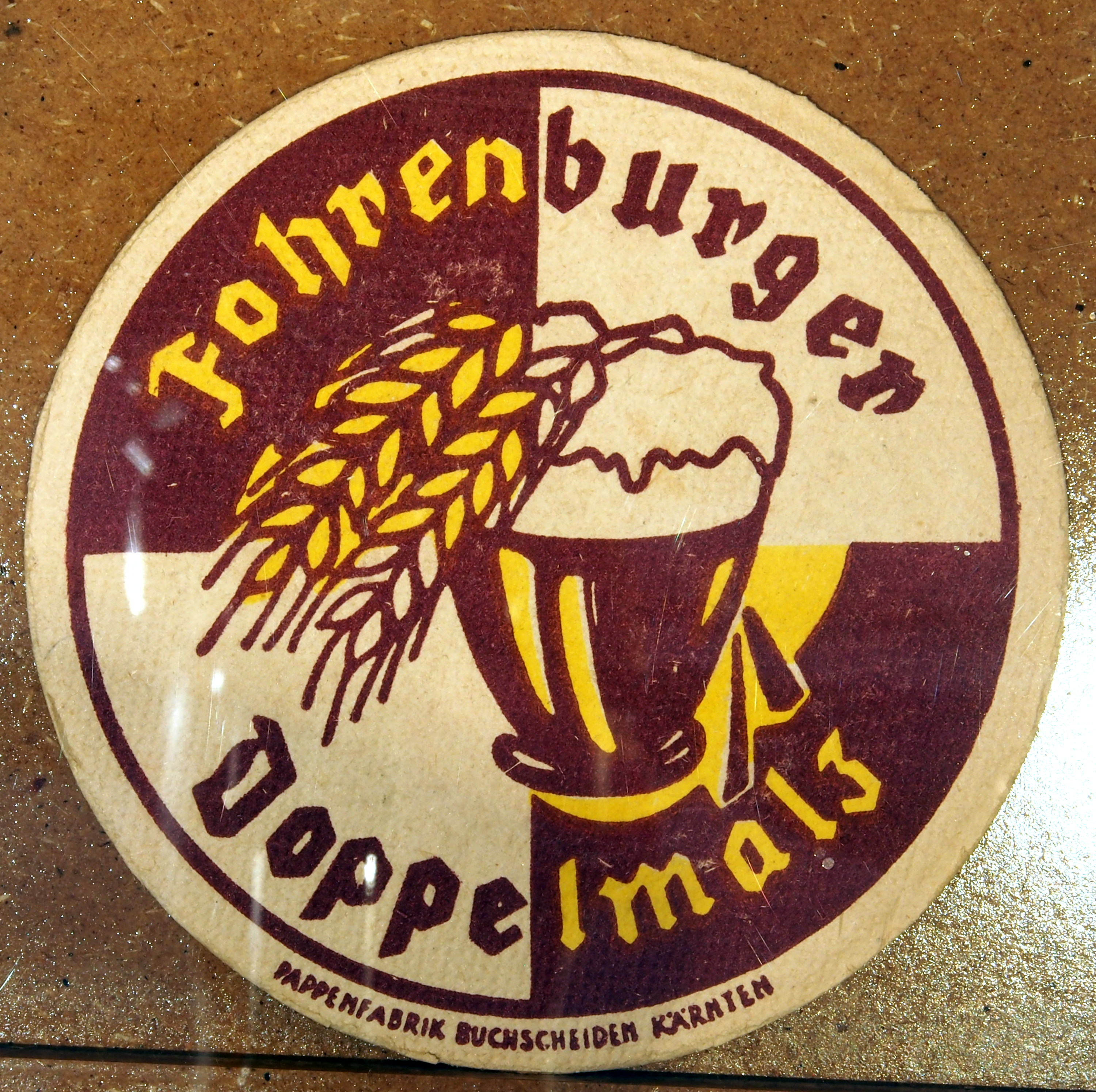
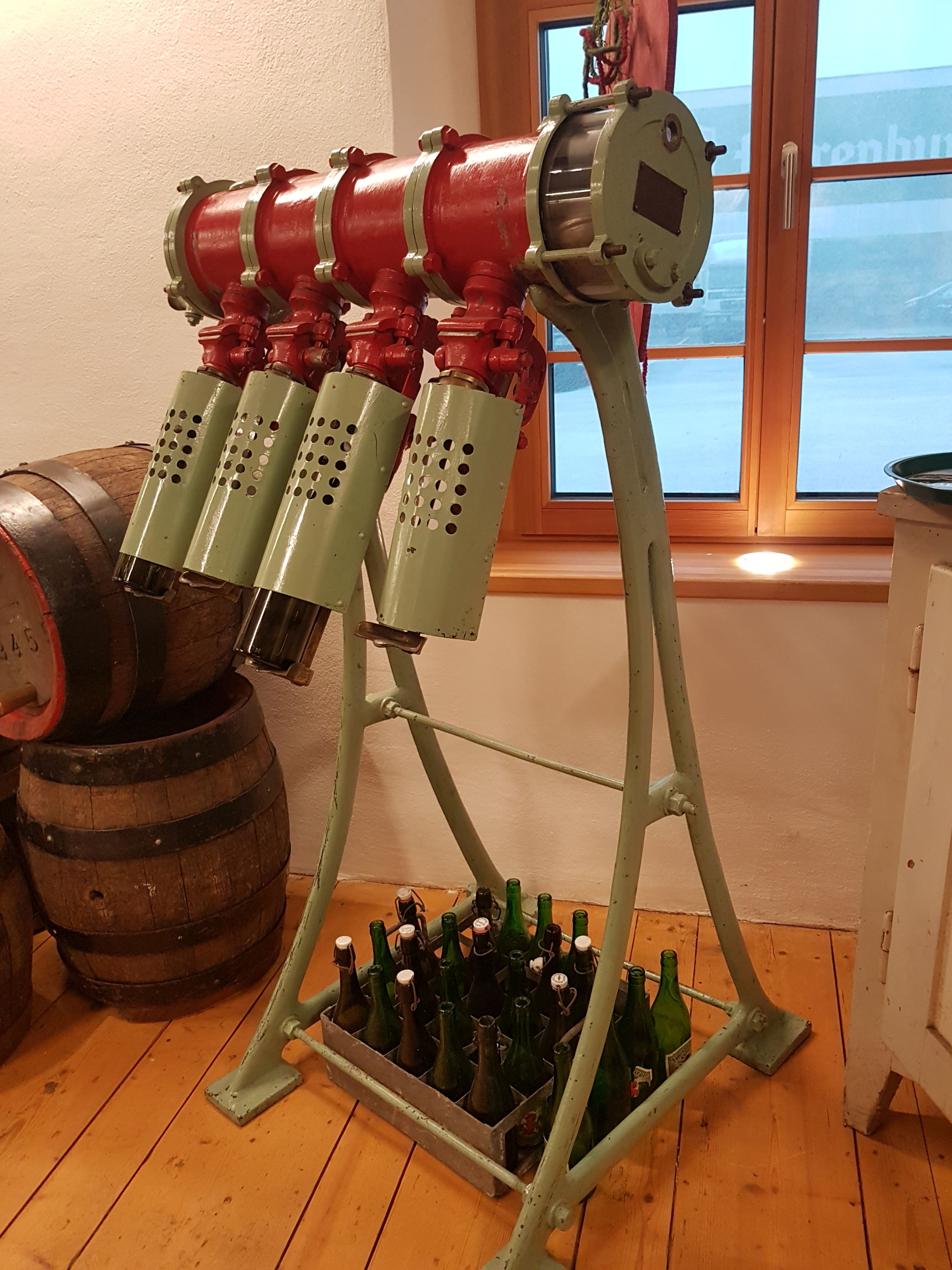